# I-1 (U-Boot)
Der U-Kreuzer I-1 (japanisch 伊1, kurz für: 伊号第一潜水艦 I-gō dai-ichi sensuikan) des Typs Junsen-1 wurde 1924 von Kawasaki in Kōbe für die Kaiserlich Japanische Marine hergestellt. Ende Februar 1926 war I-1 einsatzbereit. Der Abnahmetest wurde bei Awaji-shima in der Seto-Inlandsee vorgenommen. An den Tests nahmen deutsche U-Boot-Konstrukteure teil, da in dem Schiff Dieselmotoren deutscher Fabrikation (MAN) verwendet wurden. Danach wurde das Schiff unter dem Kommando von Korvettenkapitän Kasuga Atsushi am 10. März 1926 in Dienst gestellt.

## Einsatzgeschichte

### Vorkriegszeit bis Juli 1937
Am 28. November 1928 lief I-1 während des Einlaufens in den Hafen von Yokosuka wegen schlechten Wetters und starker See auf Grund. Die Beschädigung war geringfügig und es trat kein Wassereinbruch auf. In der Folge wurde der Rumpf des Schiffes im Trockendock von Yokosuka inspiziert und der Kommandant des Schiffes abgelöst. Vom 5. November 1929 bis zum 15. November 1930 wurde das Schiff modernisiert und die deutschen Dieselmotoren sowie die komplette Batterieanlage ersetzt. Eine zweite Modernisierung fand vom 15. November 1935 bis zum 15. Februar 1936 statt. Hierbei erhielt der Turm des Schiffes eine hydrodynamisch günstigere Form und das bisher verwendete US-amerikanische Sonar wurde gegen ein japanisches Modell ausgetauscht.

### Pazifikkrieg
Seinen ersten Kriegseinsatz führte I-1 vom 21. August bis zum 23. August 1937 im Ostchinesischen Meer zusammen mit I-2, I-3, I-4, I-5 und I-6 durch. Hierbei gaben die U-Boote japanischen Kreuzern Geleitschutz, die Truppen des Kaiserlich Japanischen Heeres an die Mündung des Huangpu Jiang transportierten. (→ Schlacht um Shanghai) Von 1939 bis 1940 wurde I-1 erneut modernisiert.

#### Angriff auf Pearl Harbor
Im Zuge des japanischen Angriffs auf Pearl Harbor verließ I-1 am 23. November 1941 den Hafen von Yokosuka in Richtung Hawaii und erreichte sein Einsatzgebiet am 6. Dezember 1941. Der Auftrag des U-Kreuzers lautete US-amerikanische Schiffe anzugreifen, die eventuell aus dem Hafen Pearl Harbor ausliefen. Während der folgenden Tage wurde I-1 wiederholt von Flugzeugen angegriffen. Am 10. Dezember sichtete I-1 vermutlich den US-amerikanischen Flugzeugträger Enterprise, konnte aber aufgrund der Bedrohung durch Luftangriffe die Meldung erst 12 Stunden später absetzen. Am 30. Dezember 1941 beschoss der U-Kreuzer den Hafen von Hilo Bay.  Im Zuge des Angriffs auf Hilo Bay wurde der dort vor Anker liegende Seeflugzeugtender USS Hulbert (AVD-6) von einer Granate getroffen und ein Feuer in der Nähe des dortigen Flugplatzes ausgelöst. Am 7. Januar 1942 entdeckte I-1 ein Transportschiff südlich des Kauaʻi-Kanals (zwischen Kauaʻi und Oʻahu), konnte dieses jedoch nicht versenken.
Am 9. Januar 1942 verließ der U-Kreuzer sein Einsatzgebiet in Richtung Kwajalein, um an der Suche nach dem US-Flugzeugträger Lexington teilzunehmen, der vom U-Boot I-18 gesichtet worden war. Am 22. Januar 1942 lief der U-Kreuzer in den Hafen von Kwajalein ein, um von dort zusammen mit den U-Kreuzern I-2 und I-3 die Rückreise nach Japan anzutreten. Am 1. Februar 1942 traf I-1 wieder in seinem Heimathafen Yokusuka ein.

#### Indonesischer Archipel
I-1 wurde in der Folgezeit der japanischen Invasionsflotte zugewiesen, deren Auftrag die Besetzung von Niederländisch-Indien war. Am 13. Februar 1942 verließ I-1 erneut den Hafen von Yokosuka und traf am 23. Februar 1942 in der Timorsee ein. Dort versenkte I-1 am 3. März 1942 das niederländische Frachtschiff Siantar mit 8.806 BRT. Am 9. März griff I-1 ein Kanu mit 5 niederländischen Soldaten auf, die auf der Flucht aus West-Timor waren. Am 27. März kehrte I-1 in seinen Heimathafen Yokosuka zurück.

#### Versenkung während der Schlacht um Guadalcanal

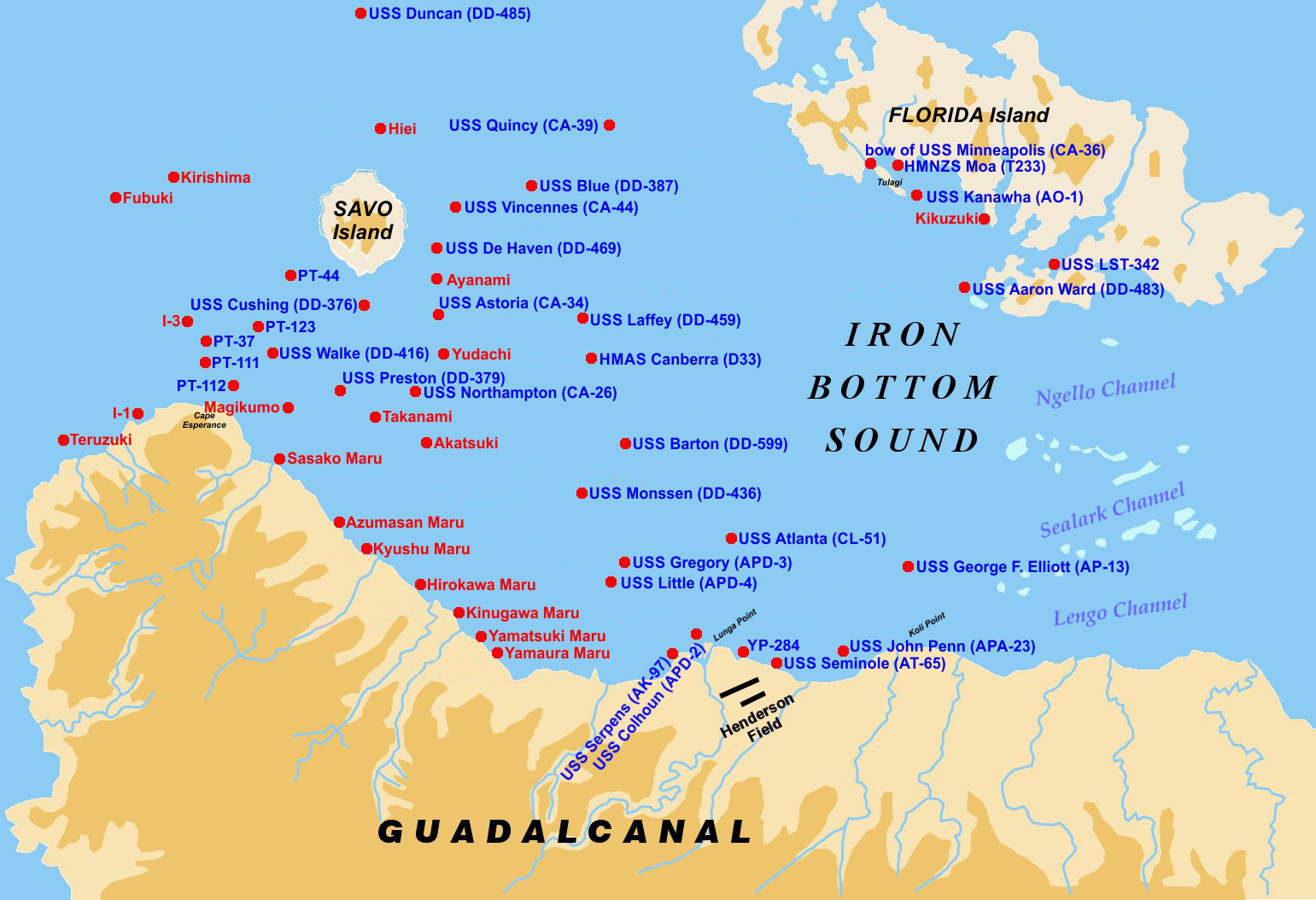
Karte der Positionen der während der Schlacht um Guadalcanal versenkten Schiffe, I-1 befindet sich an der nordwestlichen Küste Guadalcanals

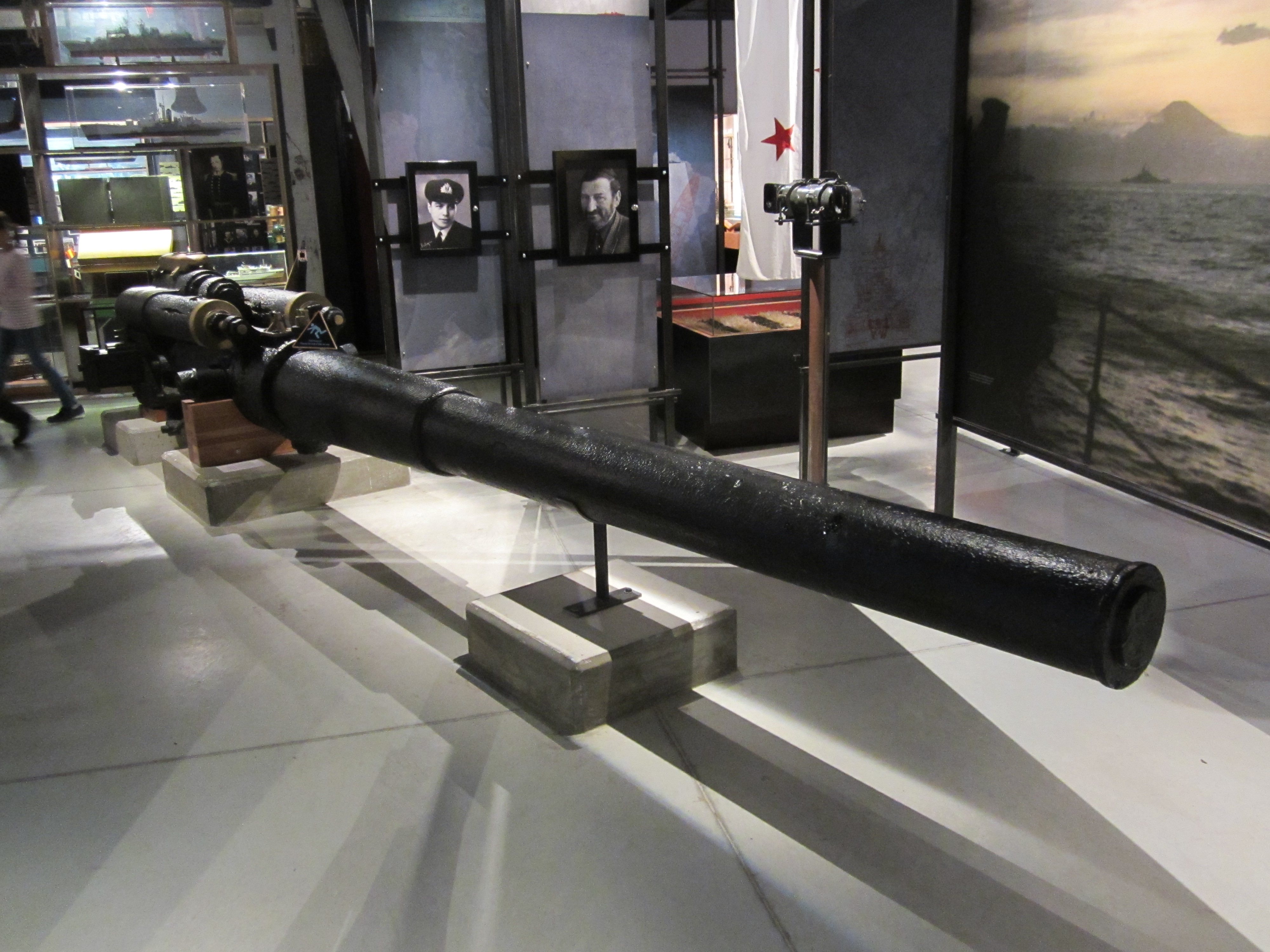
Eine im Jahr 1968 von I-1 geborgene Deckkanone im Torpedo Bay Navy Museum in Auckland

Nach einem weniger bedeutenden Einsatz in der Nähe der Aleuten wurde I-1 zu einem Transport-U-Boot umgebaut, dessen Aufgabe die Versorgung japanischer Truppen mit Nachschubgütern war. Dafür wurde I-1 in die Festung Rabaul verlegt. Während einer Versorgungsmission für die japanischen Truppen auf Guadalcanal wurde I-1 am 29. Januar 1943 von zwei neuseeländischen Minensuchbooten der Bird-Klasse (HMNZS Kiwi und HMNZS Moa) entdeckt und versenkt. Dabei wurden 27 Personen an Bord getötet, die restlichen 66 Überlebenden konnten sich schwimmend nach Guadalcanal retten. Die US-amerikanische Marine konnte japanische Codebücher, diverse Karten, Bedienungsanleitungen und das Logbuch von I-1 bergen.